# Ginnastica ai Giochi della IX Olimpiade - Concorso a squadre maschile
La competizione del concorso a squadre maschile di Ginnastica artistica dei Giochi della IX Olimpiade si è svolta allo Stadio Olimpico di Amsterdam dall'8 al 10 agosto 1928.

## Risultati
Otto atleti per squadra. Per la classifica finale valgono i migliori sei punteggi dei risultati delle prove individuali più la prova delle figure a squadre.
| Pos.    | Nazione        | Atleti | Punti Totali | Punteggi alle singole prove | Punteggi alle singole prove | Punteggi alle singole prove | Punteggi alle singole prove | Punteggi alle singole prove | Punteggi alle singole prove |
| Pos.    | Nazione        | Atleti | Punti Totali | Volteggio                   | Parallele                   | Sbarra                      | Anelli                      | Cavallo                     | Figure                      |
| ------- | -------------- | --- | ------------ | --------------------------- | --------------------------- | --------------------------- | --------------------------- | --------------------------- | --------------------------- |
| Oro     | Svizzera       | Georges Miez, Hermann Hänggi, Eugen Mack, Melchior Wezel, Edi Steinemann, August Güttinger, Hans Grieder, Otto Pfister                | 1718,625     | 165,375                     | 309,750                     | 334,000                     | 307,250                     | 337,500                     | 264,750                     |
| Argento | Cecoslovacchia | Emanuel Löffler, Ladislav Vácha, Jan Gajdoš, Josef Effenberger, Bedrich Šupcík, Václav Veselý, Jan Koutný, Ladislav Tikal             | 1714,500     | 153,500                     | 319,750                     | 322,750                     | 327,000                     | 305,000                     | 286,500                     |
| Bronzo  | Jugoslavia     | Leon Štukelj, Josip Primožic, Anton Malej, Edvard Antonijevic, Boris Gregorka, Janez Porenta, Stane Derganc, Dragutin Ciotti          | 1648,750     | 161,750                     | 306,500                     | 294,250                     | 319,500                     | 305,000                     | 261,750                     |
| 4       | Francia        | Armand Solbach, Georges Leroux, André Lemoine, Jean Larrouy, Étienne Schmitt, Jean Gounot, Antoine Chatelaine, Alfred Krauss          | 1620,750     | 155,500                     | 296,500                     | 315,250                     | 297,000                     | 307,500                     | 249,000                     |
| 5       | Finlandia      | Mauri Nyberg-Noroma, Heikki Savolainen, Martti Uosikkinen, Jaakko Kunnas, Urho Korhonen, Rafael Ylönen, Kalervo Kinos, Birger Stenman | 1611,250     | 156,000                     | 286,500                     | 314,500                     | 306,000                     | 274,500                     | 273,750                     |
| 6       | Italia         | Romeo Neri, Mario Lertora, Vittorio Lucchetti, Ferdinando Mandrini, Giuseppe Lupi, Mario Tambini, Giuseppe Paris, Ezio Roselli        | 1599,125     | 139,125                     | 292,250                     | 329,000                     | 309,250                     | 299,250                     | 230,250                     |
| 7       | Stati Uniti    | Al Jochim, Glenn Berry, Frank Kriz, Harold Newhart, Frank Haubold, John Pearson, Herman Witzig, Paul Krempel                          | 1519,125     | 155,125                     | 276,500                     | 284,000                     | 268,000                     | 286,500                     | 249,000                     |
| 8       | Paesi Bassi    | Elias Melkman, Pieter van Dam, Mozes Jacobs, Israel Wijnschenk, Willibrordus Pouw, Jacobus van der Vinden, Klaas Boot, Hugo Licher    | 1364,875     | 138,625                     | 228,500                     | 251,250                     | 250,500                     | 244,750                     | 251,250                     |
| 9       | Lussemburgo    | Mathias Logelin, Nic Roeser, Fränz Zouang, Jean-Pierre Urbing, Edouard Grethen, Josy Staudt, Mathias Erang, Albert Neumann            | 1361,000     | 141,750                     | 234,500                     | 251,250                     | 269,750                     | 241,000                     | 222,750                     |
| 10      | Ungheria       | István Pelle, Rezso Kende, József Szalai, Miklós Péter, Géza Tóth, Gyula Kunszt, Elemér Pászti, Imre Erdődy                           | 1344,750     | 145,750                     | 231,000                     | 241,250                     | 261,750                     | 231,750                     | 233,250                     |
| 11      | Gran Bretagna  | Arthur Whitford, E. W. Warren, Bart Cronin, E. A. Walton, T. B. Parkinson, G. C. Raynes, Henry Finchett, Samuel Humphreys             | 1205,000     | 127,500                     | 180,000                     | 251,500                     | 220,250                     | 216,750                     | 209,000                     |